# Ed Healey
Edward Francis Healey Jr. (Indian Orchard, 28 dicembre 1894 – South Bend, 9 dicembre 1978) è stato un giocatore di football americano statunitense che ha giocato nel ruolo di offensive tackle per otto stagioni nei Rock Island Independents e i Chicago Bears della National Football League (NFL). È stato inserito nella Pro Football Hall of Fame nel 1964.

## Carriera professionistica
Healey frequentà l'università all'Holy Cross College e al Dartmouth College dove fu per tre anni titolare. Quando venne a conoscenza del fatto che una nuova lega di football stava venendo formata nel 1920, decise di parteciparvi. I primi tre anni giocò nei Rock Island Independents mentre nel 1923 passò ai Chicago Bears, con cui rimase fino al termine della carriera nel 1927. Nei suoi otto anni di carriera professionistica, Ed fu inserito cinque volte nella formazione ideale della stagione. Healey fu inserito nella formazione ideale della NFL degli anni 1920 e indotto nella Pro Football Hall of Fame nel suo secondo anno di esistenza, il 1964.

## Palmarès
- (5) All-Pro
- Formazione ideale della NFL degli anni 1920
- Pro Football Hall of Fame